# Mainbrücke Marktheidenfeld
Die Mainbrücke Marktheidenfeld ist eine Straßenbrücke, die bei Flusskilometer 179,79 den Main überspannt. Das Bauwerk bei Marktheidenfeld entstand 1846 im Rahmen einer Straßenverbindung von Würzburg nach Aschaffenburg. Es war die erste Mainbrücke zwischen Würzburg und Aschaffenburg und ist Teil der Bundesstraße 8.
Seit 2002 besteht mit der Nordbrücke Marktheidenfeld eine zweite Mainquerung. Als Teil der Nordumgehung entlastet sie die Alte Mainbrücke.

## Geschichte

Wappen Marktheidenfelds mit der stilisierten Brücke

Als Ergebnis des Wiener Kongresses wurde unter anderem im Jahr 1815 Unterfranken mit dem Großherzogtum Würzburg und dem Fürstentum Aschaffenburg Teil des neuen Königreichs Bayern. Um die neuen Landesteile besser zu erschließen, wurde unter König Ludwig I. die Straßenverbindung zwischen Würzburg und Aschaffenburg ausgebaut. Dazu sollte auch eine feste Mainquerung errichtet werden, um die Furt bzw. Fährverbindung bei Lengfurt zu ersetzen. Auflage Ludwigs, der den Bau selbst genehmigte, war, „dass wie die alt-römischen Quader die Steine dieser Brücke behauen werden sollen“. Nach längeren Diskussionen und Streitigkeiten zwischen den Maingemeinden bezüglich der Linienführung entschied sich im Dezember 1835 die königliche Regierung in Würzburg für den Bau der Mainbrücke in Marktheidenfeld. Ausschlaggebend für diese Entscheidung zu Gunsten Marktheidenfelds war der geeignetere Baugrund sowie die einfachere Straßenführung hinunter ins Maintal. Die große Bedeutung des Bauwerkes für die weitere Entwicklung der Stadt verdeutlicht die Aufnahme des Brückenabbildes in das Stadtwappen. Der Stern soll den Glücksstern symbolisieren, der durch den Brückenbau über der Stadt erstrahlte. Am 29. Januar 1846 wurde die Mainbrücke feierlich eingeweiht. Die Baukosten betrugen für die Natursteinbogenbrücke 460.000 Gulden, zehn Jahre zuvor waren 265.000 Gulden geschätzt worden. Am westlichen Brückenkopf wurde am 23. August 1896 ein Denkmal enthüllt, das König Ludwig I. als Erbauer der Brücke zeigte. Diese Bronzebüste wurde 1940 als „Adolf-Hitler-Spende“ für die Waffenproduktion abgeliefert und eingeschmolzen.
In der Illustrierten Zeitung aus Leipzig wurde die Brücke 1845 wie folgt beschrieben: „Dieselbe ist ganz aus Quadersteinen von rothem Sandstein in römischem Style erbaut und es stellen sich der Großartigkeit des Baues entsprechenden sehr gefälligen Verhältnisse des ganzen Werkes auch dem weniger unterrichteten Besucher so einfach und verständlich dar, daß der Berichterstatter, dem schon manche derartige Werke entgegengetreten sind, nicht zu viel zu sagen glaubt, wenn er behauptet, daß diese Brücke eine der schönsten ist, die in der neuesten Zeit entstanden sind.“
Am 2. April 1945 wurden zwei Bögen der Brücke von deutschen Truppen gesprengt. Ein Jahr später waren sie, diesmal in Beton, wieder hergestellt. In den Jahren 1953 und 1954 folgte der Ersatz der beidseitigen 0,5 m breiten Steinbrüstungen durch auskragende Betonkappen und Stahlgeländer. Dies ermöglichte eine Verbreiterung der Fahrbahn von 6,1 m auf 7,0 m und der beidseitigen Gehwege von 1,0 m auf 1,4 m. Die letzte größere Instandsetzung wurde 1980 für 1,8 Millionen DM durchgeführt.
Da die Brückenpfeiler nicht ausreichend standsicher gegen Schiffsanprall und Schäden an den Naturstein- bzw. Betonbögen, der Fahrbahn sowie an den Kappen und Geländern vorhanden sind, ist eine Brückeninstandsetzung geplant. Im Oktober 2013 teilte das Staatliche Bauamt mit, dass die Wasserstraßen- und Schifffahrtsverwaltung des Bundes auf eine Verbreiterung der Durchfahrt bestehe, was nur mit der Entfernung des mittleren Brückenbogens möglich sei. Der Stadtrat von Marktheidenfeld lehnte das in seiner Sitzung vom 5. Dezember 2013 und nochmalig in der Sitzung vom 14. April 2016 einstimmig ab. Die Brücke stehe nicht nur unter Denkmalschutz, sondern sei ein Identifikationspunkt der Bürger, die Silhouette zentraler Teil des Stadtwappens. Aufgrund der Zuständigkeiten für Bundeswasserstraßen obliegt die Entscheidung jedoch alleine dem zuständigen Bundesministerium für Verkehr und digitale Infrastruktur. Eine Internetpetition auf der Plattform Change.org erreichte bis Juli 2016 mehr als 1500 Unterstützer gegen den Abriss des Mittelpfeilers., insgesamt zeichneten 5.300 Unterstützer für den Erhalt des Pfeilers. Anfang 2021 war noch keine Entscheidung gefallen.

## Konstruktion

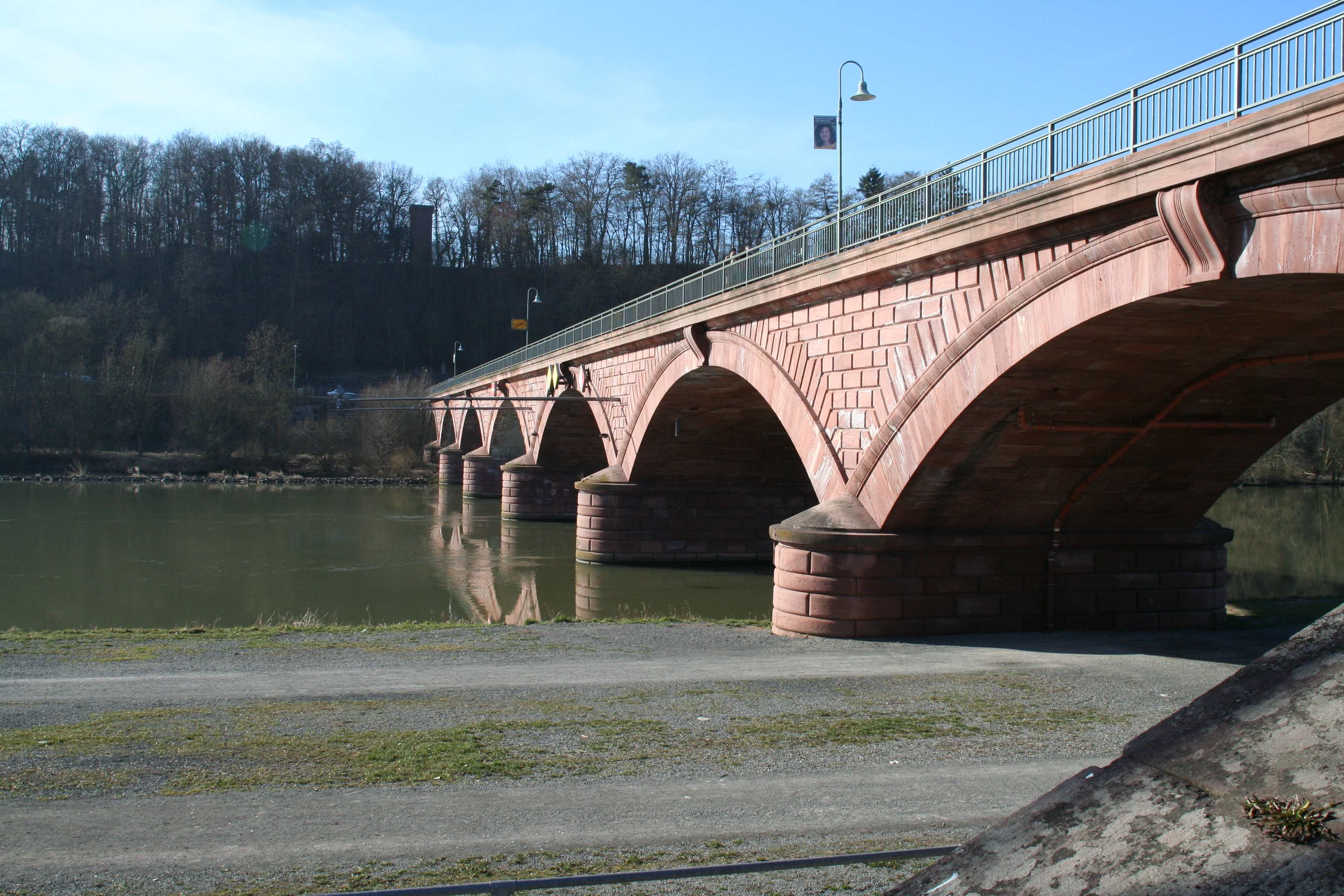
Südansicht der Mainbrücke Marktheidenfeld

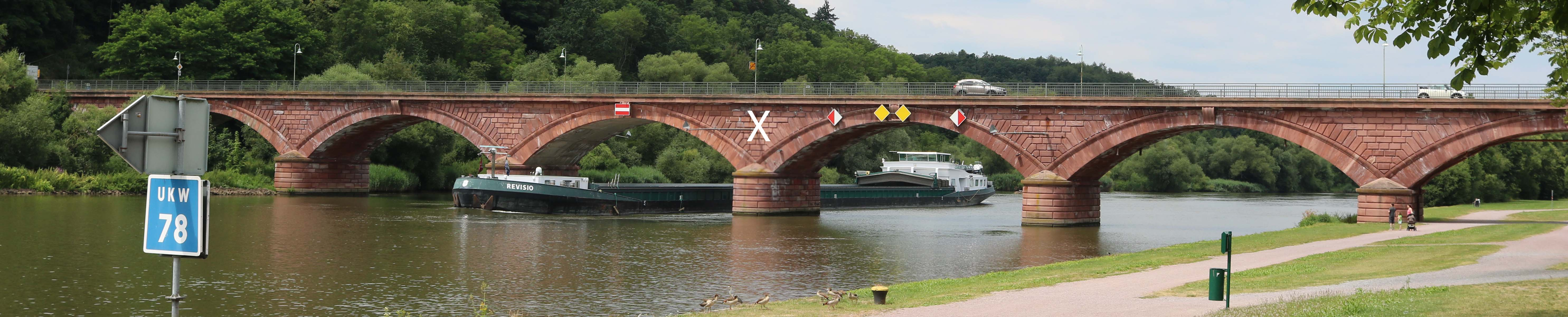
Der mit einem weißen X gekennzeichnete Mittelpfeiler steht seit 2013 zur Diskussion

Die im Grundriss gerade Steinbogenbrücke weist sieben Öffnungen auf, die alle als Segmentbogen mit einer lichten Weiten von 23,6 m und einer Pfeilhöhe von 4,6 m ausgeführt sind. Die Pfeiler sind oben rund 3,6 m breit, womit sich Pfeilerachsabstände von 27,2 m ergeben.
Zum Bau der Brücke wurde roter Main-Sandstein verwendet. Das Pfeilermauerwerk besteht unten aus Quadermauerwerk in wechselnden Schichthöhen. Das Bogenmauerwerk weist regelmäßige Schichthöhen auf und ist im Scheitel 1,1 m sowie bei den Kämpfern 1,5 m dick. Die beiden im Krieg zerstörten Bogen bestehen aus Beton und sind mit Naturstein verkleidet.
Die Widerlager und der erste östliche Pfeiler besitzen eine Flachgründung auf dem anstehenden Fels. Die restlichen fünf Pfeiler sind auf Pfählen aus Eichenholz mit 25 cm Durchmesser gegründet.
Mit einer maximalen lichten Durchfahrtshöhe von 6,00 m beim höchsten schiffbaren Wasserstand gehört die Brücke zu den niedrigen Brücken auf dem Main.